# Кубок ірландської ліги з футболу 2019
Кубок ірландської ліги 2019 — 46-й розіграш Кубка ірландської ліги. Титул всьоме здобув Дандолк.

## Календар
| Раунд            | Дата              | Матчі | Клуби   |
| ---------------- | ----------------- | ----- | ------- |
| Попередній раунд | 16 лютого 2019    | 1     | 23 → 22 |
| Перший раунд     | 4-18 березня 2019 | 6     | 22 → 16 |
| 1/8 фіналу       | 1-2 квітня 2019   | 8     | 16 → 8  |
| 1/4 фіналу       | 27 травня 2019    | 4     | 8 → 4   |
| 1/2 фіналу       | 5-19 серпня 2019  | 2     | 4 → 2   |
| Фінал            | 14 вересня 2019   | 1     | 2 → 1   |

## Попередній раунд
| Команда 1      | Рахунок | Команда 2           |
| -------------- | ------- | ------------------- |
| 16 лютого 2019 |         |                     |
| Мілдтон (3)    | 0:1     | Блубелл Юнайтед (3) |

## Перший раунд
| Команда 1           | Рахунок | Команда 2           |
| ------------------- | ------- | ------------------- |
| 4 березня 2019      |         |                     |
| Атлон Таун (2)      | 1:2 дч  | Голвей Юнайтед (2)  |
| Брей Вондерерз (2)  | 3:2     | Вексфорд Ютс (2)    |
| Дрогеда Юнайтед (2) | 0:1     | Кабінтілі (2)       |
| Шелбурн (2)         | 1:0     | Блубелл Юнайтед (3) |
| 5 березня 2019      |         |                     |
| Лонгфорд Таун (2)   | 1:0     | Кокгілл Селтік (3)  |
| 18 березня 2019     |         |                     |
| Ков Рамблерс (2)    | 3:1     | Лімерик (2)         |

## 1/8 фіналу
| Команда 1            | Рахунок      | Команда 2          |
| -------------------- | ------------ | ------------------ |
| 1 квітня 2019        |              |                    |
| Вотерфорд            | 2:1          | Голвей Юнайтед (2) |
| Богеміан             | 2:1          | Кабінтілі (2)      |
| Брей Вондерерз (2)   | 0:0 пен. 4:2 | Шемрок Роверс      |
| Корк Сіті            | 4:1          | Ков Рамблерс (2)   |
| Сент-Патрікс Атлетік | 1:2          | Дандолк            |
| Фінн Гарпс           | 2:1 дч       | Слайго Роверз      |
| 2 квітня 2019        |              |                    |
| Деррі Сіті           | 3:0          | Лонгфорд Таун (2)  |
| Шелбурн (2)          | 1:2          | УКД (2)            |

## 1/4 фіналу
| Команда 1          | Рахунок | Команда 2  |
| ------------------ | ------- | ---------- |
| 27 травня 2019     |         |            |
| Богеміан           | 2:0     | Корк Сіті  |
| Брей Вондерерз (2) | 0:1     | Вотерфорд  |
| Деррі Сіті         | 2:1 дч  | Фінн Гарпс |
| Дандолк            | 3:1     | УКД (2)    |

## 1/2 фіналу
| Команда 1      | Рахунок | Команда 2 |
| -------------- | ------- | --------- |
| 5 серпня 2019  |         |           |
| Деррі Сіті     | 4:2 дч  | Вотерфорд |
| 19 серпня 2019 |         |           |
| Дандолк        | 6:1     | Богеміан  |

## Фінал
| 14 вересня 2019 22:00 (EEST) |

| Деррі Сіті                   | 2:2 пен. 5:6 | Дандолк              |
| ---------------------------- | ------------ | -------------------- |
| Паркхаус 3' Огеді-Узокве 51' | Протокол     | Даффі 38' Геннон 69' |

| Брендівел, Деррі Глядачів: 3 000 Арбітр: Роберт Хеннессі |